# Elezioni europee del 2024 in Austria
Le elezioni europee del 2024 in Austria si sono tenute domenica 9 giugno per eleggere i 20 membri del Parlamento europeo spettanti all'Austria.

## Sistema elettorale
Per le elezioni europee, la legge elettorale austriaca prevede l’applicazione, in un'unica circoscrizione nazionale, di un sistema elettorale a base proporzionale con liste semi-aperte ed una soglia di sbarramento al 4%.
Le preferenze sono in seguito tradotte in seggi secondo il metodo D'Hondt.
Tutte le persone che hanno la cittadinanza austriaca ed una residenza principale in Austria, i cittadini austriaci senza residenza in Austria (c.d. “austriaci all'estero”) e altri cittadini dell'Unione (se la loro residenza principale è in Austria) hanno diritto di voto alle elezioni europee nel paese.
L’esercizio attivo del diritto è ammesso dai 16 anni in su, compresi coloro che compiono tale età entro il giorno delle elezioni, al più tardi. La registrazione al voto è attuata d’ufficio in base alla residenza.
L’esercizio del diritto di candidarsi è ammesso per tutte le persone che hanno diritto di voto e hanno raggiunto l'età di 18 anni il giorno delle elezioni.
È ammesso il voto per posta, ma non il voto per procura o il voto elettronico. Non è disposto alcun obbligo di voto.

## Risultati
| Liste           | Liste                                     | Partito europeo | Gruppo          | Voti      | %     | Seggi |
| --------------- | ----------------------------------------- | --------------- | --------------- | --------- | ----- | ----- |
|                 | Partito della Libertà Austriaco (FPÖ)     | ID              | PfE             | 893.754   | 25,36 | 6     |
|                 | Partito Popolare Austriaco (ÖVP)          | PPE             | PPE             | 864.072   | 24,52 | 5     |
|                 | Partito Socialdemocratico d'Austria (SPÖ) | PSE             | S&D             | 818.287   | 23,22 | 5     |
|                 | I Verdi (GRÜNE)                           | PVE             | Verdi/ALE       | 390.503   | 11,08 | 2     |
|                 | NEOS                                      | ALDE            | RE              | 357.214   | 10,14 | 2     |
|                 | Partito Comunista d'Austria (KPÖ)         | SE              | –               | 104.245   | 2,96  | –     |
|                 | Democratico — Neutrale — Autentico (DNA)  | –               | –               | 95.859    | 2,72  | –     |
| Totale          | Totale                                    | Totale          | Totale          | 3.523.934 | 100   | 20    |
| Voti non validi | Voti non validi                           | Voti non validi | Voti non validi | 60.548    | 1,69  |       |
| Votanti         | Votanti                                   | Votanti         | Votanti         | 3.584.482 | 56,25 |       |
| Elettori        | Elettori                                  | Elettori        | Elettori        | 6.372.204 |       |       |